# Cécile Telerman
Pour les articles homonymes, voir Telerman.
Cécile Telerman, née le 17 janvier 1965 à Bruxelles est une actrice, productrice, scénariste et réalisatrice belge.

## Biographie
De formation juridique, Cécile Telerman entame sa carrière dans le monde du cinéma à la SACD (Direction de l’Audiovisuel), chargée de mission au CNC, et cadre dans la société de production et distribution Sagittaire Films. Elle crée sa propre société de production, Les films de la Greluche, en 2000. Elle s'essaye à la réalisation en 2005 en mettant en scène Tout pour plaire, puis Quelque chose à te dire en 2009, pour lequel elle remporte le prix spécial du jury au festival international du film de l'Alpe d'Huez,. Elle est nommée pour le prix du public en 2015 pour Les Yeux jaunes des crocodiles, adapté du succès littéraire de Katherine Pancol. Elle a réalisé ce film à l'âge de 49 ans, alors qu'elle sortait d'une séparation et vivait seule avec sa fille.

## Filmographie
- 2005 : Tout pour plaire (réalisation)
- 2008 : 48 heures par jour de Catherine Castel (actrice)
- 2009 : Quelque chose à te dire (Blame It on Mum) (réalisation, scénario, adaptation)
- 2013 : Je fais le mort de Jean-Paul Salomé (collaboration au scénario)
- 2015 : Les Yeux jaunes des crocodiles (réalisation)
- 2023 : Ma langue au chat (réalisation, scénario)

## Distinctions
- 2009 : prix spécial du jury au festival international du film de l'Alpe d'Huez pour Quelque chose à te dire